# Jacquier & Securius

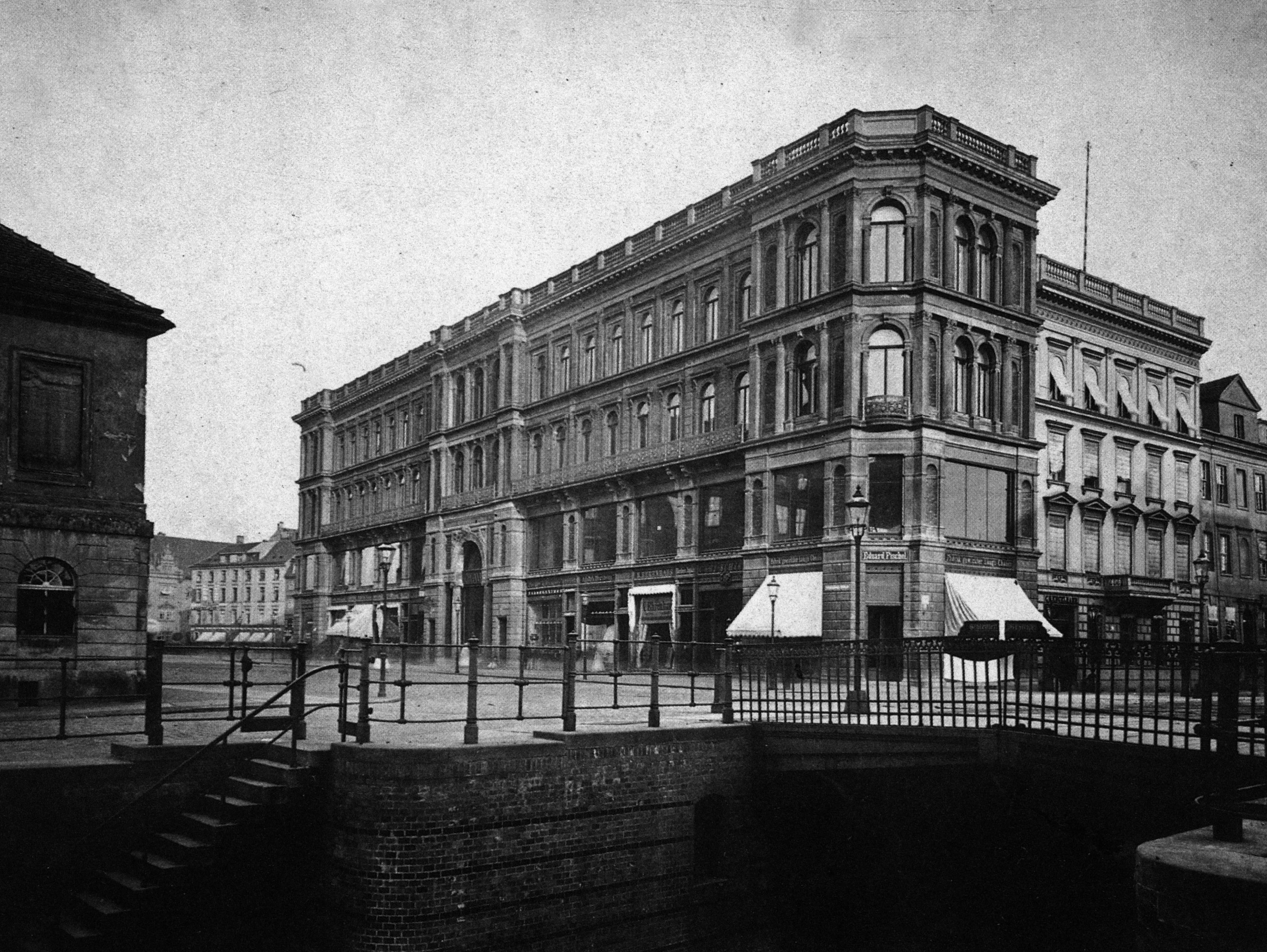
Der Hauptsitz der Bank im Roten Schloss in Berlin

Jacquier & Securius ist der Name einer Privatbank, die von 1817 bis 1945 bestand. Ihr Sitz war das Rote Schloss, An der Stechbahn, im Zentrum von Berlin.

## Geschichte

### Gründung und Aufbau (1817–1872)
Die Jacquier & Securius Bank wurde am 11. August 1817 von Friedrich Wilhelm Jacquier und John August Securius gegründet. Beide Gründer hatten zuvor bei der hugenottischen Bank L. Guillemot und F.W. Jacquier zusammengearbeitet und fungierten als Seniorpartner bzw. Schatzmeister. Der Standort befand sich seit spätestens 1833 an der An der Stechbahn, gegenüber dem Berliner Schloss, nur ca. 10 Minuten von der Berliner Börse entfernt. Die Hauptkunden der Bank waren anfangs kleine und mittlere Unternehmen, deren Geld in festverzinsliche Wertpapiere investiert wurde. Später kam es zu zunehmend zu einer Diversifikation und zu Investitionen in Industrieunternehmen. 1867 wurde das alte Bankhaus An der Stechbahn 1/2 durch ein viergeschossiges Wohn- und Geschäftshaus erneuert.

### Die goldenen Jahre (1872–1933)
Nach der Reichsgründung gründete die Bank 1872 ein Tochterunternehmen, die Berliner Handels- und Börsenbank, mit dessen Leitung der damals erst 22-jährige jüdische Bankkaufmann Hermann Frenkel als „Senior Manager“ beauftragt wurde. Nachdem diese Ablegerbank am 1. Juli 1878 liquidiert worden war, wurde Frenkel zusammen mit einigen anderen Mitarbeitern von Jacquier & Securius übernommen. Frenkel wurde einer der drei Partner der Bank und bis 1902 die führende Figur. Jacquiers Engagement war dagegen mit zunehmendem Alter schwächer geworden, und Securius hatte seinen Teil des Bankvermögens an einen engen Freund, Sigismund Samuel, abgetreten.
Im November 1902 kaufte Hermann Frenkel die Anteile seiner Partner mit einer Kapitalinvestition in Höhe von rund 900.000 deutschen Goldmark auf. Er stellte zwei Juniorpartner ein, Eugene Panofsky (1855–1922) und Albert Pinkuss (1861–1918). Panofsky hatte 1875 als Kassierer bei Jacquier & Securius begonnen, war politisch aktiv und saß in den Vorständen einer Reihe von Gemeindekomitees. Beeindruckt von seiner politischen Schlagkraft erkannte Frenkel seinen Wert als potenzieller Partner und förderte ihn schnell. Pinkuss, Frenkels Schwager, war ein Pionier des deutschen Steinkohlenbergbaus mit einem geschätzten Vermögen von 8.100.000 Goldmark. 
Das Bankhaus Jacquier & Securius erlangte auch als Hausbank des Montanindustriellen Ignaz Petschek große Bedeutung und wickelte für ihn unter anderem bereits im Jahr 1913 die spektakuläre Übernahme der Hohenlohe Werke AG in Oberschlesien ab.
1918 wurde Arthur Frenkel, Hermann Frenkels ältester Sohn, Partner. Nach dem Tode von Albert Pinkuss wurden 1919 auch Arthur Frenkels Bruder Erich und der tschechische Bankier Max Landesmann (1884–1972), mit dessen Nichte Panowsky verheiratet war, als Partner aufgenommen. 1924 übernahm Alfred Panofsky die Position seines Vaters in der Bank. Nach sechs Jahren mittelmäßiger Erfolge gab Arthur Frenkel im Dezember 1925 seine Gewinnbeteiligung an seinen jüngeren Bruder Erich ab.
Zuvor hatte 1923 zudem Friedrich Minoux eine Million Goldmark investiert, um Partner von Jacquier & Securius zu werden und Liquidität für seine verschiedenen Geschäftsinteressen zu sichern. Diese Summe machte ca. ein Viertel des Kapitals der Bank aus. Während seiner Zeit als Partner der Bank beteiligte sich Minoux an einem 150-Millionen-Projekt für den Bau von Kanälen in Konstantinopel. Darüber hinaus sicherte sich ein von Minoux, Jacquier & Securius geführtes Konsortium anderer Banken eine Aktienmehrheit am Zigarettenhersteller August Batschari. Am 31. Januar 1931 verkaufte Minoux seine Anteile an Jacquier & Securius, behielt jedoch seine Geschäftsräume im Hauptsitz der Bank.

### Im Nationalsozialismus (1933–1945)
Im Januar 1933 hatte das Bankhaus Jacquier & Securius mit Frenkel, Landesmann und Panowsky drei Inhaber jüdischer Abstammung. Adolf Hitlers Machtantritt im Jahr 1933 führte zu gravierenden politischen, wirtschaftlichen und sozialen Veränderungen und insbesondere einer systematischen sozialen und wirtschaftlichen Diskriminierung der jüdischen Bevölkerung in Deutschland. Die Notwendigkeit, ein solides Bankensystem aufrechtzuerhalten, führte jedoch zunächst dazu, dass die Inhaber von Jacquier & Securius bis Mitte der 1930er Jahre keiner akuten Bedrohung ausgesetzt waren. Dennoch reichten selbst die von der Politik geforderten „angemessenen“ Bedingungen, Erich Frenkel davon zu überzeugen, „in Deutschland keine Zukunft zu haben“.
Im Sommer 1933 wurden Jacquier & Securius von der amtierenden Regierung gezwungen, einen neuen Partner zu gewinnen. Gerhard Ueltzen wurde der neue Partner der Bank, obwohl er sich nach allen Angaben als „nicht sehr zuverlässig“ herausstellte. Max Landesmann wurde aufgefordert, das Unternehmen zum 1. September 1933 zu verlassen, was er auch tat. Alfred Panofsky, der Sohn des ehemaligen Partners Eugene Panofsky, wurde für einige Monate vom Management ausgeschlossen. Darüber hinaus forderte die Reichsbank die Integration eines weiteren „arischen“ Partners in die Bank. Diesmal durften die jüdischen Bankiers diesen neuen Partner jedoch selbst bestimmen und wählten Robert Kraus.
1936 senkten sich Teile des Bankgebäudes An der Stechbahn ab, sodass der Mittelbau abgerissen werden musste.
Alfred Panofsky und Erich Frenkel wollten auswandern und versuchten seit Anfang 1937, ihre Anteile an Jacquier & Securius zu verkaufen, was sich als schwierig erwies. Schließlich wurde eine Einigung mit Robert Kraus und Richard Lenz (1878–1953) erzielt. Lenz war in den fünf Jahren nach Hitlers Machtübernahme sehr erfolgreich. Er war Mitglied der NSDAP und hatte seine Verbindungen zu Friedrich Reinhart, dem Präsidenten der Berliner Industrie- und Handelskammer und Unterstützer der autoritären Regierung, genutzt, um sein 1911 gegründetes Bankhaus Richard Lenz und Co. zu einem prosperierenden Unternehmen zu machen. Am 1. März 1938 übernahmen Richard Lenz und Robert Kraus die Forderungen und Verbindlichkeiten für 3.600.000 Reichsmark und den Namen Jacquier & Securius. Die alte Bank wurde in Alfred Panofsky und Co. in Liquidation umbenannt.
Die neue Jacquier & Securius-Bank brauchte dringend Startkapital, um kurzfristig liquide zu bleiben. Dies wurde zum Teil von der Deutschen Bank bereitgestellt, die eine Million Reichsmark in eine stille Investition einbrachte. Eine weitere halbe Million Reichsmark stammte von Richard Lenz. Die Verhandlungen im Auftrag der Deutschen Bank wurden von Hermann Josef Abs und Eduard Mosler geführt. Der Staat beteiligte sich über den Reichskreditbeauftragten Friedrich Ernst. Richard Lenz versuchte die Situation auszunutzen und kaufte im nächsten Jahr fünf weitere kleine jüdische Banken unter dem Namen Jacquier & Securius auf. Unglücklicherweise für Lenz und Kraus war die überwiegende Mehrheit der akquirierten Kunden auch jüdisch, und viele verarmten aufgrund der von den Nationalsozialisten erlassenen antisemitischen Gesetze und Verordnungen. Bis 1938 ging ein Drittel der ursprünglichen Anteile von Jacquier & Securius verloren. Auch danach arbeiteten mindestens fünf jüdische Angestellte für Jacquier & Securius in „arischem“ Besitz. Einer von ihnen konnte seine Identität bis 1943 verbergen, also bis weit in den Zweiten Weltkrieg hinein. Diese nach den herrschenden Gesetzen illegale Beschäftigung jüdischer Mitarbeiter durch Lenz und Kraus brachte für diese eine erhebliche Gefahr mit sich, als Sympathisanten angeprangert zu werden. 1945 wurde das Geschäft schließlich eingestellt und die Deutsche Bank durch Freisetzung von Eigenkapital ausbezahlt. Das Bankgebäude wurde durch Bomben zerstört.

### Schadensersatzansprüche (ab 1945)
Unmittelbar nach dem Ende des Zweiten Weltkrieges begann ein Gerichtsverfahren zwischen Lenz’ Erben und den in den USA lebenden jüdischen Bankiersfamilien. Schließlich wurde 1964 eine Einigung erzielt, nach der Lenz den Familien 35.000 DM Entschädigung zahlten. Erich Frenkel starb am 4. Januar 1967 in West Babylon, Suffolk County, New York. Alfred Panofsky starb am 22. Januar 1973 in Tucson, Pima County, Arizona.
Nach der Wiedervereinigung Deutschlands kämpften die Erben von Lenz und Kraus um eine Zahlung von 100.000 DM, die Kraus 1941 an die Bank zurückgezahlt hatte. Weitaus größere Forderungen als diese betrafen das Privateigentum der drei jüdischen Bankiersfamilien. Von besonderem Interesse sind die Entschädigungen für den physischen Nachlass von Hermann Frenkel und einige Gemälde (darunter eines von Bartolomé Esteban Murillo und eines von Adriaen van de Velde), die eigentlich nach dessen Willen im Hauptsitz der Bank im Roten Schloss aufbewahrt werden sollten.